# Studio Bind
Studio Bind Inc. (株式会社スタジオバインド, Kabushiki gaisha Sutajio Baindo), é um estúdio de anime fundado em novembro de 2018 como uma joint venture entre a White Fox e a Egg Firm.

## História
O estúdio foi fundado em novembro de 2018 como uma joint venture entre o estúdio de animação White Fox e a empresa de produção, planejamento e gerenciamento Egg Firm. O primeiro trabalho do estúdio foi no anime Karakuri Circus para os episódios 22 e 31, enquanto o primeiro trabalho da empresa como estúdio de animação principal foi Mushoku Tensei, lançado em 2021.

## Trabalhos
- Mushoku Tensei (2021)[3]
- Oniichan wa Oshimai! (2023)[4]